# (75562) Wilkening
(75562) Wilkening est un astéroïde de la ceinture principale.

## Description
(75562) Wilkening est un astéroïde de la ceinture principale. Il fut découvert le 31 décembre 1999 aux Monts Santa Catalina par le projet CSS. Il présente une orbite caractérisée par un demi-grand axe de 2,55 UA, une excentricité de 0,11 et une inclinaison de 11,7° par rapport à l'écliptique.

## Compléments